# Врановине
Врановине су насељено мјесто у Лици. Припадају граду Госпићу, у Личко-сењској жупанији, Република Хрватска.

## Географија
Врановине су удаљене око 14,5 км сјеверозападно од Госпића.

## Становништво
Према попису из 1991. године, насеље Врановине је имало 72 становника. Према попису становништва из 2001. године, Врановине је имало 59 становника. Према попису становништва из 2011. године, насеље Врановине је имало 43 становника.
| Демографија | Демографија | Демографија |
| Година      | Становника  | Становника  |
| ----------- | ----------- | ----------- |
| 1961.       | 115         |             |
| 1971.       | 109         |             |
| 1981.       | 89          |             |
| 1991.       | 72          |             |
| 2001.       | 59          |             |
| 2011.       |             | 43          |